# Jan Wauters (verslaggever)

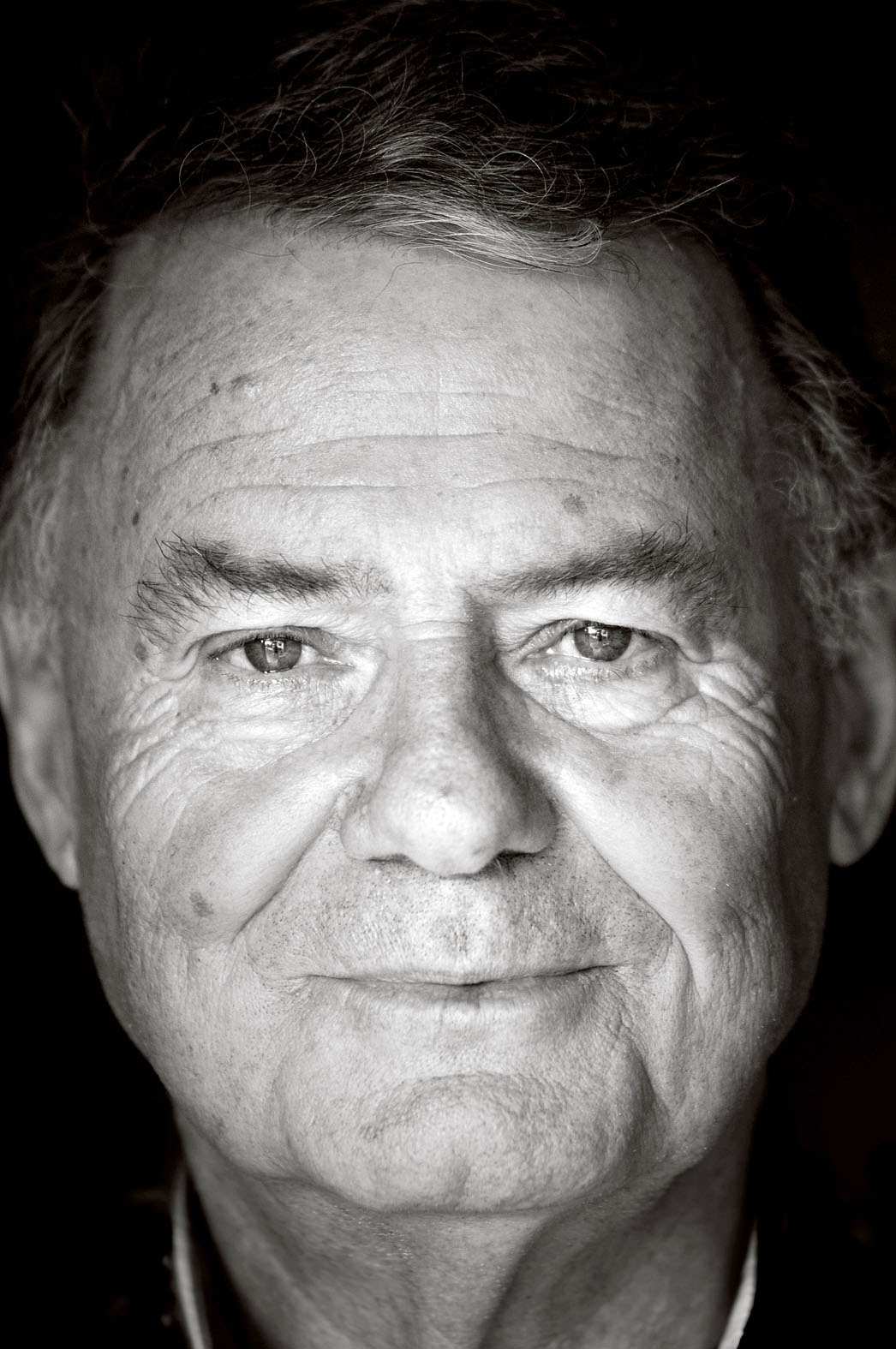
Jan Wauters, 2008

Jan Wauters (Mechelen, 10 februari 1939 – 4 juni 2010) was een Belgische sportverslaggever op de radio. Gedurende 35 jaar werkte hij in dienst van de BRT (later omgedoopt in BRTN en nog later in VRT).
Hij wordt omschreven als een taalvirtuoos.

## Levensloop
Wauters was de zoon van een kruidenier. Op school volgde hij Grieks-Latijn in Boom en hij studeerde Germaanse filologie aan de Katholieke Universiteit Leuven. Wauters begon zijn loopbaan in 1963 als leraar. In 1964 begon zijn mediacarrière bij de algemene nieuwsdienst van de BRT. Na anderhalf jaar stapte hij over naar de sportdienst, waarover hij vanaf 1973 ook de leiding kreeg. In het begin van zijn carrière werkte hij samen met de reporter Piet Theys (1927-1974). Hij volgde 25 Rondes van Frankrijk als verslaggever op de motor. Daarnaast was hij verslaggever tijdens 8 Wereldkampioenschappen voetbal en 4 Olympische Spelen.
Wauters versloeg de uitvaart van koningin Elisabeth in 1965. Drie jaar later leerden Nederlandse radioluisteraars hem kennen. Na de Tourzege van Jan Janssen kon verslaggever Theo Koomen op een gegeven moment niet meer uit zijn woorden komen, waarop hij de microfoon aan Wauters gaf. Hij was bekend om zijn nuchtere maar toch gedreven eigen stijl.
Een ander moment was de Giro in 1969. Eddy Merckx was in zijn roze leiderstrui betrapt op doping. Jan Wauters zette de sterk geëmotioneerde jonge renner op band. "Ik weet niks meer, helemaal niks", zei Merckx.
In 2005 eindigde Wauters op nr. 497 in de Vlaamse versie van de De Grootste Belg, buiten de officiële nominatielijst. Hij verbleef vanaf dan zes maanden per jaar in Zuid-Afrika. Jan Wauters was getrouwd en had drie zonen.
Op 18 mei 2010 kreeg hij een hartstilstand na de opname van het televisieprogramma Phara. Hij werd opgenomen op de afdeling intensieve zorg. De VRT besloot naar aanleiding hiervan het programma die avond niet uit te zenden.
Enkele weken later overleed Jan Wauters aan de gevolgen van deze hartstilstand. Hij werd 71 jaar.
Zijn uitvaart vond noodgedwongen plaats op het kasteeldomein d'Ursel in Hingene, omdat de Sint-Stefanuskerk te klein zou zijn voor het aantal genodigden. Omdat er vanuit alle uithoeken van Vlaanderen volk zal toestromen om deze uitvaart bij te wonen, werd er een circulatieplan uitgezet. Dit is zeer uitzonderlijk. Voor zijn begrafenisplechtigheid werden 1500 overlijdensberichten verstuurd en werden er 5000 bidprentjes gedrukt. Zijn laatste rustplaats ligt op het kerkhof van Hingene.
Van 2011 tot 2020 werd de Grote Prijs Jan Wauters voor Uitmuntendheid in de Nederlandse Taal uitgereikt aan mediafiguren die de Nederlandse taal goed beheersen. Sinds 2024 is deze prijs op vraag van de familie van Wauters henoemd naar de Grote Prijs Martine Tanghe.

## Publicaties
- Top 100 van het Belgisch voetbal, Walter Pauli en Jan Wauters (Uitgeverij Globe, 1998)